# Сьюдад-Инсурхентес
Сьюдад-Инсурхентес (исп. Ciudad Insurgentes) — город в Мексике, штат Южная Нижняя Калифорния, входит в состав муниципалитета Комонду. Численность населения, по данным переписи 2020 года, составила 9133 человека.

## Топонимика
Название Ciudad Insurgentes с испанского языка можно перевести как город повстанцев.

## История
С 1949 года началось освоение территории штата под сельскохозяйственные нужды, и в 1955 году было основано поселение Инсурхентес, в дальнейшем выросшее до города.